# Diastella proteoides
Diastella proteoides är en tvåhjärtbladig växtart som först beskrevs av Carl von Linné, och fick sitt nu gällande namn av George Claridge Druce. Diastella proteoides ingår i släktet Diastella och familjen Proteaceae. Inga underarter finns listade i Catalogue of Life.